# Alte Posthalterei (Zeven)

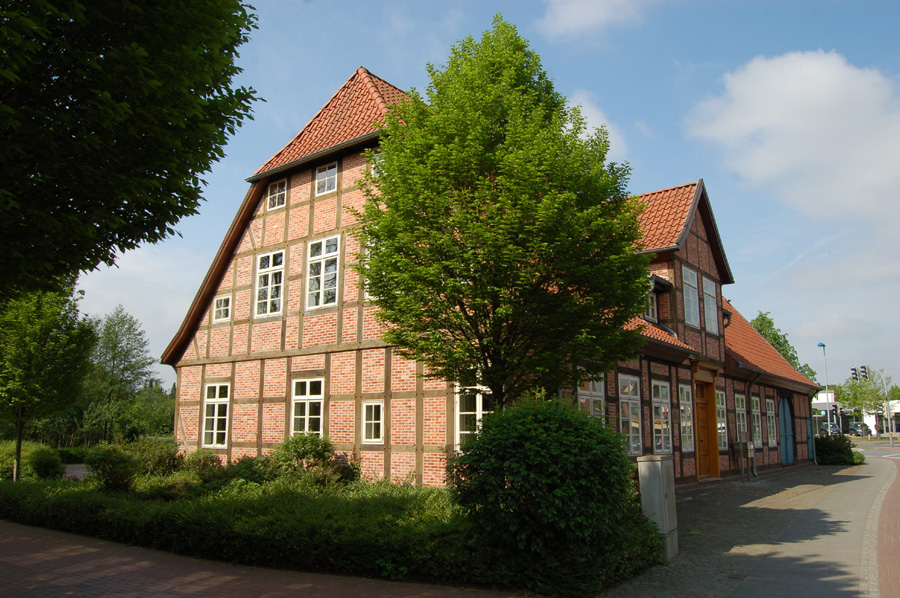
Alte Posthalterei Zeven

Die Alte Posthalterei in Zeven wurde nach dem großen Stadtbrand von 1810 gebaut und diente bis 1895 als Poststation. Danach zog die Post in die Lange Straße um. In den Jahren 1824/25 wohnte Carl Friedrich Gauß insgesamt etwa 6 Wochen lang in der Zevener Posthalterei, um vom Kirchturm der Zevener St. Viti-Kirche geodätische Messungen im Zusammenhang mit der hannoverschen Triangulation (1821–25, 1828–44) vorzunehmen.

## Heutige Nutzung des Gebäudes
Die Alte Posthalterei liegt in der Poststraße (Nr. 3) und beherbergt das heutige „Haus des Handwerks“. Außerdem findet sich im denkmalgeschützten Gebäude die Filiale einer Krankenkasse.
Im Obergeschoss des im Jahr 2002 restaurierten Fachwerkhauses wurde von der Stadt Zeven ein „Gauß-Zimmer“ eingerichtet, um an Johann Carl Friedrich Gauß (latinisiert Carolus Fridericus Gauss; * 30. April 1777 in Braunschweig; † 23. Februar 1855 in Göttingen) zu erinnern. Dieser war ein deutscher Mathematiker, Astronom, Geodät und Physiker.

## Liste der Zevener Postamtsleiter (bis 1996)
- Postverwalter Harm Dohrmann (bis 1764)
- Posthalter Arend Dohrmann (1764–1800)
- Posthalterin Frau Dohrmann (1800–1810)
- Postverwalter H. Christian Dohrmann (1810–1818)
- Postverwalter Heinrich Ludwig Sprick (1819–1861)
- Postverwalter Otto Ludwig Sprick (1861–1888)
- Postverwalter Meyer 2 (1. Juli 1890 – 30. September 1897)
- Postmeister Georg Helmers (1. Oktober 1897 – 30. April 1932)
- Postmeister Heinrich Meyer 11 (1. Mai 1932 – 30. September 1937)
- Postmeister Albert Wille (1. Oktober 1937 – Mai 1945)
- Oberpostmeister Herbert Hammer (September 1945 – Frühjahr 1950)
- Oberpostmeister Heinz Schotte (1. Juni 1951 – 2. September 1956)
- Postamtmann Günter Diedrich (10. Januar 1957 – 30. April 1975)
- Postamtmann Claus Böschen (1. Mai 1975 – 31. Dezember 1987)
- Postamtmann Wilhelm Fitschen (1. Januar 1988 – 31. Dezember 1992)
- Postamtmann Helmut Wenke (1. Januar 1993 – 31. Dezember 1996)

## Gauß-Zimmer in der Alten Posthalterei
Im „Gauß-Zimmer“ werden auf Erläuterungstafeln und durch technische Geräte die Arbeiten des Wissenschaftlers im Zusammenhang mit der Erstellung von Karten erläutert. Außerdem gibt es einen kleinen Einblick in die Würdigung seiner Tätigkeit (z. B. Gedenkmedaille und 10-DM-Schein).
Am 6. Juli 1824 schrieb Carl Friedrich Gauß aus Zeven an seinen Freund und Kollegen Olbers in Bremen: Das einzige Gute, bei dem jetzigen schlechten Fortgange der Arbeit, nach allen schlechten Aussichten für die Zukunft, ist, daß ich mich jetzt wohler befinde, als in der ersten Zeit meiner diesjährigen Expedition. Hauptsächlich wohl die Folge des kühleren Wetters, der electricitätsfreien Luft, und was ich auch zu rühmen habe, des sehr guten Quartiers im hiesigen Posthause. Ich habe meinen circa 4000 m (Meter) weiten Weg schon oft zu Fuß gemacht. Damit meinte der Mathematiker seinen Weg zum Brüttendorfer Berg, auf dem er seit 3 Tagen vergeblich auf brauchbares Heliotroplicht zur Winkelmessung wartete. Außerdem war Brüttendorf als Verbindungspunkt in Richtung Westen ungeeignet, sodass die Fortsetzung der Arbeiten gefährdet schien. Glücklicherweise entdeckte Gauß bei einer Besteigung des fast 100 Meter hohen Turmes der Ansgari-Kirche in Bremen, dass die Spitze der St. Viti-Kirche Zeven noch eben sichtbar war. Von Zeven aus hatte man bei früheren Erkundungen den Bremer Turm wegen des Moorrauches nicht sehen können. Zeven ließ sich außer mit Bremen mit den vorhergehenden Triangulations-Punkten Steinberg, Wilsede und Litberg verbinden. Von Zeven konnte dann die Dreieckskette über Bremen fortgesetzt werden.

### Erinnerungen an Carl Friedrich Gauß in Zeven

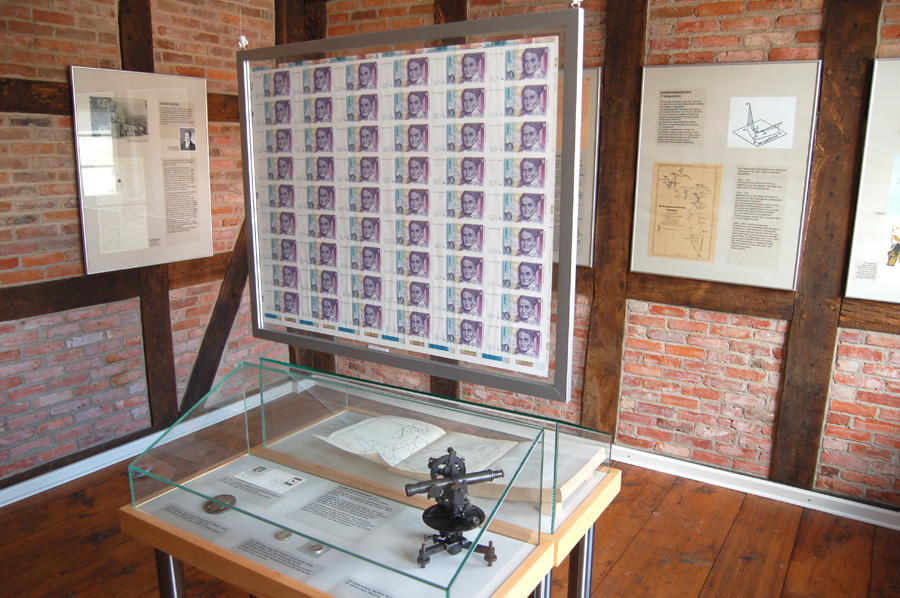
Gauß-Zimmer in der alten Posthalterei in Zeven

In der Laterne der Zevener St. Viti-Kirche befindet sich noch immer die Eichenholzbohle, auf der die Instrumente für die Landesvermessung justiert wurden. Zudem ist neben dem Eingangsportal der Kirche ein eiserner Bolzen in die Wand eingelassen. Dieser markiert den trigonometrischen Punkt in genau 18,959 Metern Höhe über dem Meeresspiegel. Nach Gauß benannt wurden in Zeven eine Straße und ein Platz, sowie eine Haupt- und eine Realschule, die inzwischen zu einer Oberschule zusammengefasst wurden.
In der Zevener Fußgängerzone finden sich in der Nähe des Rathauses mit „Gauß-Brunnen“, „Fluchtstäbe“ und „Feldbuchrahmen“ zudem drei Kunstwerke, die der Künstler HAWOLI im Jahr 2001 als Hommage an den Wissenschaftler gestaltet hat. Diese sind – entsprechend der Dreiecksmessung – an drei unterschiedlichen Punkten aufgestellt. In der Mitte des „Gauß-Platzes“ steht der „Gauß-Brunnen“ aus blauen Steinblöcken und Edelstahl. Er ist in seiner Form dem von Gauß auf der Basis eine Sextanten entwickelten Vize-Heliotropen nachempfunden. In Sichtweite erinnern vier überdimensionale „Fluchtstäbe“ in einem Granit-Findling an die damals verwendeten Vermessungsgeräte. Der „Feldbuchrahmen“ steht auf der anderen Straßenseite. Im Feldbuch wurden die Vermessungspunkte und Strecken eingetragen, die das Triangulationsnetz ergaben. Im nahen Museum Kloster Zeven sind ebenfalls Objekte zum Thema zu finden und auch Stadtführungen mit einem „Gauß“-Darsteller sind buchbar.